# Neurois nigroviridis
Neurois nigroviridis är en fjärilsart som beskrevs av Walker 1865. Neurois nigroviridis ingår i släktet Neurois och familjen nattflyn. Inga underarter finns listade i Catalogue of Life.